# Michael Emmrich
 Michael Emmrich (* 1959 in Hanau) ist ein deutscher Medizinjournalist und Kommunikationsexperte.

## Wirken
Emmrich war von 1988 bis 2003 Redakteur bei der Frankfurter Rundschau (FR). Neben Artikeln zur Medizinethik und Biomedizin, insbesondere zu Fragen der Gentechnologie schrieb er auch über Themen wie Sterbehilfe und Organtransplantation. Von 1994 an war er einige Jahre Mitglied der Akademie für Ethik in der Medizin. Seine Bücher Der vermessene Mensch – Aufbruch ins Gen-Zeitalter (1997) und Im Zeitalter der Bio-Macht (1999) gelten als wichtige kritische Beiträge zur Diskussion über die Biotechnik. Für seine Berichterstattung in der FR über Pläne des Europarats, Gen-Manipulation zu ermöglichen, wurde er 1994 mit einem Wächterpreis der deutschen Tagespresse ausgezeichnet. Bereits 1987 war er erstmals mit dem Wächterpreis der deutschen Tagespresse ausgezeichnet worden. 1999 erhielt er einen Medienpreis der Deutschen AIDS-Stiftung, 2001 den Medienpreis "Medizin und Gewissen" der IPPNW in der Kategorie Print und 2003 einen Medienpreis der Deutschen Herzstiftung.
2003 wechselte Emmrich als Leiter Unternehmenskommunikation zur Klinikgruppe des Gesundheitskonzerns Fresenius. Seit 2007 ist er geschäftsführender Gesellschafter der Kommunikations- und Marketingagentur embe (www.embe-consult.de). Außerdem ist er Geschäftsführer des Clubs der Gesundheitswirtschaft in Berlin, einer Netzwerkplattform für Führungskräfte in der deutschsprachigen Gesundheitswirtschaft (www.cdgw.de) sowie geschäftsführender Gesellschafter der Kommunikations- und Marketingagentur mednet consult gmbh (www.mednet-consult.de).